# 207883 Jeffreytonge
207883 Jeffreytonge è un asteroide della fascia principale esterna. Scoperto nel 2007, presenta un'orbita caratterizzata da un semiasse maggiore pari a 3,251247 UA e da un'eccentricità di 0,135811, inclinata di 0,405935° rispetto all'eclittica.
Fa parte della famiglia di asteroidi Temi.
L'asteroide è dedicato a Jeffrey M. Tonge, nipote dello scopritore.  